# Coupe d'Irlande de football 1886-1887
Navigation
Édition précédente Édition suivante
La coupe d'Irlande de football 1886-1887 est la septième édition de la Coupe d'Irlande de football (en anglais Irish Cup) devenue par la suite la Coupe d'Irlande du Nord de football. 
La compétition s'organise par matchs éliminatoires joués sur le terrain du premier club tiré au sort. Si les deux équipes ne peuvent se départager au terme du temps réglementaire, un match d'appui est joué. 
La compétition est remportée pour la première fois par l'Ulster Football Club. Le club de Belfast remporte la finale contre Cliftonville FC sur le score de 3 buts à 1. 

## Premiers tours
Les résultats sont inconnus.

## Demi-finales
| Club recevant        | Score | Club visiteur           | Date |
| -------------------- | ----- | ----------------------- | ---- |
| Cliftonville FC      | 2-0   | Alexander Limavady      |      |
| Ulster Football Club | 2-1   | Glentoran Football Club |      |

## Finale
Pour la quatrième fois en sept éditions Cliftonville est en finale de l'Irish Cup. 
| Finale          | Ulster Football Club | 3-1 | Cliftonville Football Club | Broadway Ground, Belfast |                     |
| 12 février 1887 |                      |     |                            | Spectateurs : 4 000      | Spectateurs : 4 000 |